# فرودگاه بین‌المللی گرند فرک
فرودگاه بین‌المللی گرند فرک (به انگلیسی: Grand Forks International Airport) یک فرودگاه همگانی بهره‌برداری هوایی با کد یاتا GFK است که یک باند فرود بتن دارد و طول باند آن ۱۲۸۲ متر است. این فرودگاه در کشور ایالات متحده آمریکا قرار دارد و در ارتفاع ۲۵۸ متری از سطح دریا واقع شده‌است.

## شرکت‌های هواپیمایی و مقصدهای پروازی

### مسافری
| شرکت‌های هواپیمایی | مقصدهای پروازی                     |
| ----------------- | ---------------------------------- |
| الیجنت ایر        | مک‌کاران، اورلندو سنفورد، فینکس-مسا |
| دلتا کانکشن       | مینیاپولیس−سنت پل                  |

### باری
| شرکت‌های هواپیمایی | مقصدهای پروازی |
| ----------------- | -------------- |
| Encore Air Cargo  | محلی سو فالز   |

FedEx دومین کارفرمای بزرگ KGFK بود. رمپ FedEx در KGFK به کل ایالت داکوتای شمالی، شمال غربی مینه‌سوتا و بخش‌های کوچکی از داکوتای جنوبی و مونتانا خدمت می‌کرد. فدرال اکسپرس بیش از 100 کارمند داشت - نمایندگان خدمات مشتری، نمایندگان رمپ، پیک ها، نیمه راننده ها و کارگران تعمیر و نگهداری هواپیما و وسایل نقلیه جت. ماموران رمپ در شیفت های عصر یا صبح زود کار می کردند و هواپیماها، هواپیماهای تغذیه کننده و کامیون ها را بارگیری و تخلیه می کردند. FedEx با شرکت Corporate Air قراردادی را برای ارائه خلبان و تعمیر و نگهداری یازده هواپیمای تغذیه کننده منعقد کرد. Corporate Air دهمین کارفرمای بزرگ KGFK بود
فدرال اکسپرس اعلام کرد که عملیات خود را از فرودگاه گرند فورک به فرودگاه بین‌المللی هکتور هکتور منتقل می‌کند تا "کارآمدتر کار کند". FedEx تمام پروازها را جابجا کرد . 